# 週刊ロボザック
『週刊ロボザック』（しゅうかんロボザック）とは、デアゴスティーニ・ジャパンから2007年1月より刊行された、二足歩行ロボットを組み立てていく週刊誌である。

## 概要
毎週、ロボットの部品が付属してきて、それを組み立てるとプログラミング可能な16自由度を備える二足歩行ロボット「RZ-1」が完成するというものである。RZ-1はハイテックマルチプレックスジャパンの「ROBONOVA-I」がベースとなっている。2008年9月に85号で完結した。大きく分けると49号（予定）までの組み立て・プログラミング編と50号からのカスタマイズ編に分けられる。毎週火曜日発行。
内容は主に以下の5章立てとなっている。
ステップ・バイ・ステップ
RZ-1の組み立て。
ロボット科学最前線
愛知万博に参加したロボットやASIMO、HRP-2、WABIAN-2などの紹介。
自作ロボットの世界
ROBO-ONEやロボカップ、かわさきロボット競技大会などに参加している自作ロボットの紹介。
Easyロボット工学
二足歩行ロボットに必要な要素の技術的な話。サーボモーターや各種センサー、マイコンボード、プラネタリーギア、ハーモニックドライブなどのハードウェアが主だが、重心の制御についての話などもある。
ロボットヒーロー列伝
ロボットが登場するアニメの紹介。『鉄腕アトム』、『機動戦士ガンダム』、『機動警察パトレイバー』、『超時空要塞マクロス』、『蒼き流星SPTレイズナー』など。

## RZ-1（RoboZak）の概要
韓国のハイテックよりリリースされた、高さ32cm、重量およそ1.3kgの二足歩行ロボット。サーボモータはHitecのロボット専用サーボ「HSR-8498HB」を採用しており、自由度は18。マイコンボードは「MR-C3024」でAtmel ATMEGA 128Lのチップ（7.4MHz）を搭載している。「roboBASIC」や「RoboSCRIPT」を使用したプログラミングが可能となっている。フレームはアルマイト処理されたアルミニウム。

## 類似の雑誌
週刊マイロボット
同じデアゴスティーニ・ジャパンより2006年2月に創刊され、2007年11月に全90号で完結した週刊誌。イタリアの研究センター「アーツラボ」によって開発された『ID-01』という車輪移動タイプの人型ロボットを組み立てる。マイクとCMOSカメラを搭載しており、50以上の音声コマンドで指示を与えられるほか、Webカメラとしての利用もできる。

## 関連製品
ROBONOBA-I
ハイテックマルチプレックスジャパンよりリリースされた、高さ310mm、重量はおよそ1.3kgの二足歩行ロボット。サーボモーターはHitecのロボット専用サーボ「HSR-8498HB」を採用しており、自由度は16。マイコンボードはATmega128 CPU搭載の「MR-C3024」で24個までのサーボを制御可能。「roboBASIC」を利用してプログラミングが可能となっている。
ロボゼロ

ロビ